# Липниківська сільська рада (Лугинський район)
Липниківська сільська рада — колишня адміністративно-територіальна одиниця та орган місцевого самоврядування у Лугинському і Олевському районах Коростенської і Волинської округ, Київської й Житомирської областей Української РСР та України з адміністративним центром у с. Липники.

## Населені пункти
Сільській раді були підпорядковані населені пункти:
- с. Липники
- с. Малахівка
- с. Осни

## Населення
Кількість населення ради, станом на 1923 рік, становила 1 861 особу, кількість дворів — 387.
Кількість населення сільської ради, станом на 1924 рік, становила 2 053 особи.
Відповідно до результатів перепису населення СРСР, кількість населення ради, станом на 12 січня 1989 року, становила 2 723 особи.
Станом на 5 грудня 2001 року, відповідно до перепису населення України, кількість мешканців сільської ради становила 1 811 осіб.

## Склад ради
Рада складалася з 16 депутатів та голови.

### Керівний склад сільської ради
| ПІБ                              | Основні відомості                                                 | Дата обрання | Дата звільнення |
| -------------------------------- | ----------------------------------------------------------------- | ------------ | --------------- |
| Гаєвський Володимир Іванович     | Сільський голова, 1952 року народження, освіта                    | 26.03.2006   | 31.10.2010      |
| Ковалевська Валентина Дем'янівна | Сільський голова, 1947 року народження, освіта вища, позапартійна | 31.10.2010   |                 |

Примітка: таблиця складена за даними джерела

## Історія
Створена 1923 року в складі сіл Липники, Малахівка та хутора Мощаниця Норинської волості Овруцького повіту Волинської губернії. Станом на 17 лютого 1926 року в підпорядкуванні значилися хутори Лютни (Лютий) та Малахівський Острів, на 1 жовтня 1941 року значився х. Скверки, х. Лютни не значився на обліку населених пунктів.
Станом на 1 вересня 1946 року сільська рада входила до складу Лугинського району Житомирської області, на обліку в раді перебували села Липники, Малахівка та Мощаниця, хутори Малахівський Острів та Скверки не значилися в обліку населених пунктів.
2 вересня 1954 року, відповідно до рішення Житомирського ОВК «Про перечислення населених пунктів в межах районів Житомирської області», до складу ради передано с. Осни Бобрицької сільської ради Лугинського району.
На 1 січня 1972 року сільська рада входила до складу Лугинського району Житомирської області, на обліку в раді перебували села Липники, Малахівка, Мощаниця та Осни.
17 липня 2001 року, відповідно до рішення Житомирської обласної ради «Про виключення облікових даних с. Мощаниця Липниківської сільської ради Лугинського району», с. Мощаниця зняте з обліку.
Виключена з облікових даних 17 липня 2020 року. Територію та населені пункти ради, відповідно до розпорядження Кабінету Міністрів України № 711-р від 12 червня 2020 року «Про визначення адміністративних центрів та затвердження територій територіальних громад Житомирської області», включено до складу Лугинської селищної територіальної громади Коростенського району Житомирської області.
Входила до складу Лугинського (7.03.1923 р., 8.12.1966 р.) та Олевського (30.12.1962 р.) районів.